# A la collita, Marfa i Vanka
A la collita, Marfa i Vanka (en rus: На жатву, Марфа и Ванька) és una pintura a l'oli de Kazimir Malèvitx de 1928-29.

## Descripció
Els dos personatges donen l'esquena a l'espectador, encarades a un món en què l'horitzó és travessat per bandes de colors. Marfa ocupa tot l'espai central del quadre. Totes dues van cap al camp i formen superfícies simplificades similars, però de dimensions diferents. Els seus caps es troben en la mateixa posició sobre la curvitat de les seves espatlles. És també semblant en les dues figures la posició de les cames separades, els peus i les botes. Al fons, s'observen altres personatges que semblen pallers de fenc.
La temàtica del quadre correspon a la d'un altre quadre perdut, del qual s'ha pogut conservar el dibuix, titulat Als camps. Formava part del primer cicle de personatges pagesos i del camp dels anys 1910 dins de l'obra del pintor. A la collita, Marfa i Vanka remprèn les estructures del cubo-futurisme passat per integrar-les fins de les noves estructures que tenen en compte el suprematisme. La comparació de les dues obres, el dibuix de 1910 i la tela de 1928, dona una interpretació dels paisatges i dels personatges del període suprematista (primer cicle) i del període post-suprematista (segon cicle). En el quadre més recent, hi apareix l'horitzó, format per components horitzontals i bandes decoratives a color. Els personatges estan formats per estructures fredes amb les parts superior amb forma de volta, els colors de les quals són abstractes. Les seves formes recorden a la geometria dels elements del suprematisme. La gamma de colors emprats és àmplia. Malèvitx és ucraïnès i hereu de l'art popular, i tots els colors del prisma són presents en la seva tela.

## Història de la seva realització
El quadre El nen (Vanka) és a la base d'A la collita, Marfa i Vanka. En l'esquena d'aquest últim, hi ha inscrita la data de 1909-1910, però els crítics consideren que el quadre és més aviat dels anys 1928-1929.

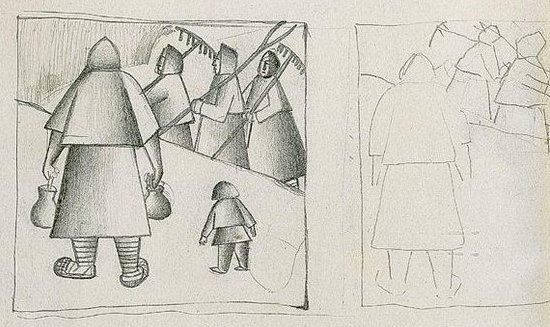
Dessin Als camps (1912).
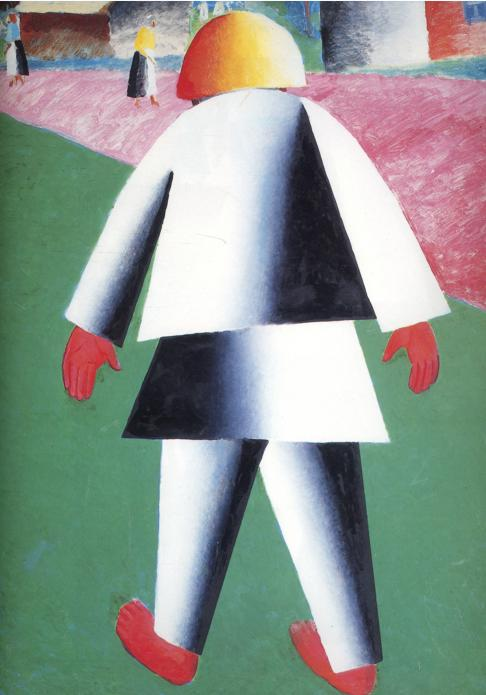
El nen (Vanka)
(1909-1910).